# Vitskäggig hjälmkolibri
Vitskäggig hjälmkolibri (Oxypogon lindenii) är en fågel i familjen kolibrier.

## Utbredning och systematik
Arten återfinns i nordvästra Venezuela. De fyra arterna i släktet Oxypogon betraktades fram tills nyligen utgöra en och samma art, O. guerinii, då med det svenska trivialnamnet hjälmkolibri.

## Status
Trots det begränsade utbredningsområdet och att den tros minska i antal anses beståndet vara livskraftigt av internationella naturvårdsunionen IUCN. 